# Stazione di Umeå Centrale
La stazione centrale di Umeå (in svedese Umeå centralstation) è la stazione ferroviaria principale di Umeå, Svezia.